# 朱光 (1906年)
朱光（1906年10月10日一说11月22日—1969年3月9日），原名朱光琛，曾用名朱曼生、朱愈之，男，廣西博白人，中华人民共和国官员。1930年加入中國共產黨，1935年参加长征。曾就讀於博白县中学，廣州國民大學。參與廣州暴動後，被派往上海從事地下活動。1932年再被派往鄂豫皖蘇區，任紅四方面軍政治部秘書長。1945年後受指派到東北，先後擔任齊齊哈爾和長春的中共市委書記。中華人民共和國成立後，从1949年10月至1960年10月，歷任广州市军事管制委员会副主任、广州市人民委员会副市长、市长。主政广州11年。

## 生平

### 早年
朱光是廣西博白县松旺镇茂山屯人。1927年四一二后，到广州考入国民大学，担任共青团广州市委委员，同年12月廣州暴動中率10余青年会同工人赤卫队冲进警察局，以之作为少年先锋队的指挥部，事件平息后经香港返回广西，被指定为团广西省委负责人。1928年年夏，中共廣西特委派朱光去上海，之後他以上海藝術大學學生的身份，成立了上海藝術劇社開展地下活動。1930年夏朱光轉為共產黨員。1931年朱光在上海，親手繪製並刻板了第一張中華蘇維埃共和國貨幣。

### 平步青雲
1937年初朱到達延安，主要從事戲劇演出，在參演《血祭上海》一劇時受到毛澤東等高層讚揚，後被指派擔任魯迅藝術學院秘書長。當時其與廖承志被譽為「紅軍劇社兩演員」。1938年5月被調任馬列學院秘書長，並與余修結婚，同年11月調任朱德總司令的秘書兼第十八集團軍總部秘書長。1940年春離開集團軍，調任多處部隊的宣傳部長。在新冀魯豫軍區1944年成立後，被任命為軍區的政治部主任。    

### 國共內戰時期
在中日戰爭後，中共中央做出進軍東北的決策，朱光與曹里懷就接受指派，從冀魯豫根據地率領少數幹部和部隊于1945年5~10月下旬到達東北，參與在東北的戰役活動。朱期間被派齊齊哈爾擔任中共市委書記，創建了嫩江軍政幹校親任校長，又細緻制訂宣傳中共各項政策和接收政權、鎮壓其他勢力等工作方案，維持當地社會秩序。
到長春圍困戰後，朱光被中共調派成為長春市第一任中共黨委書記，由其主持逐步恢復受圍困戰摧殘的長春市內秩序。

### 接掌广州

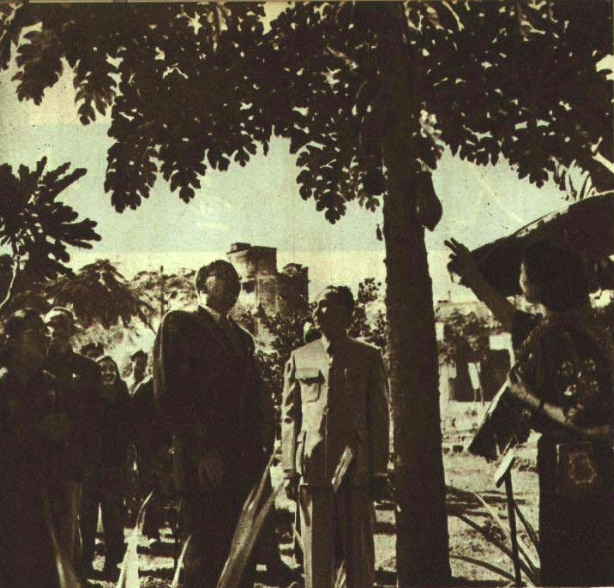
1952 广州中苏友好协会副会长朱光和楚拉基

1949年10月，广东战役后，解放军广州市军管会接管广州城。广州市人民政府建立后，朱光任广州市副市长，亦是广州市人民法院首任院长。1954年，当选第一届全国人民代表大会代表。
1955年1月至1960年11月期间，朱在廣州市第一至三屆人民委員會中擔任廣州市市長。朱當政廣州期間，曾大力協助葉劍英和何偉曾任廣州市長時期接管和治理廣州等各項工作，例如沒收大量民眾私有企業等資產，大量與中共立場存異見的團體都不再予登記。任內他推動廣州四大人工湖的建造。朱光曾作五十首的系列詞《憶江南·廣州好》，并使詞牌憶江南曾一度有別名廣州好。

### 晚年
1960年，朱光赴北京任中华人民共和国对外文化联络委员会副主任，负责对外文化交流工作。1965年转任中共安徽省委常委、安徽省副省长。次年春季文革开始，朱光遭到批斗，被加上對抗「文化大革命」、「死保李葆華」和叛徒特務等罪名。
1969年3月9日其於安徽合肥一間關押老幹部的斗室裡離世，是首位在「文革」中批鬥致死的前任廣州市市長。
1978年平反，被追认为革命烈士。

## 外部連結
- 根治水患，广州四大人工湖的来历！
- 从玉林走出去的广州市长[永久]

| 中华人民共和国审判机关职务 | 中华人民共和国审判机关职务            | 中华人民共和国审判机关职务 |
| -------------------------- | ------------------------------------- | -------------------------- |
| 前任： 首任                | 广州市人民法院院长 1949年－1953年前？ | 繼任： 万思元？            |
| 中華人民共和國政府职务     |                                       |                            |
| 前任： 何偉                | 广州市人民委员会市长 1956年－1960年   | 繼任： 曾生                |